# Herman A.C. Metelerkamp
Herman Anne Cornelis Metelerkamp (Delft, 21 december 1820 - Brummen, 8 april 1886) was een gemeenteraadslid van de Nederlandse gemeente Brummen en is een zoon van de predikant Johannes Jacobus Metelerkamp (1777-1839) en Philipa Johanna Petronella Boers (1780-1825).
Herman trouwde op 25 januari 1865 in Wisch met Christina Helena Metelerkamp (1820-1906), dochter van Matthijs Willem Metelerkamp en Johanna Geertruid Snethlage. Het huwelijk bleef kinderloos.
In 1845 kocht hij het landgoed De Wildbaan bij Leuvenheim in de gemeente Brummen. Na het overlijden van zijn vrouw in 1906 kwam De Wildbaan in handen van Adriaan J.P. Metelerkamp, zoon van zijn oudste broer Adrianus Theodorus Louis Metelerkamp.